# Becky Sharp

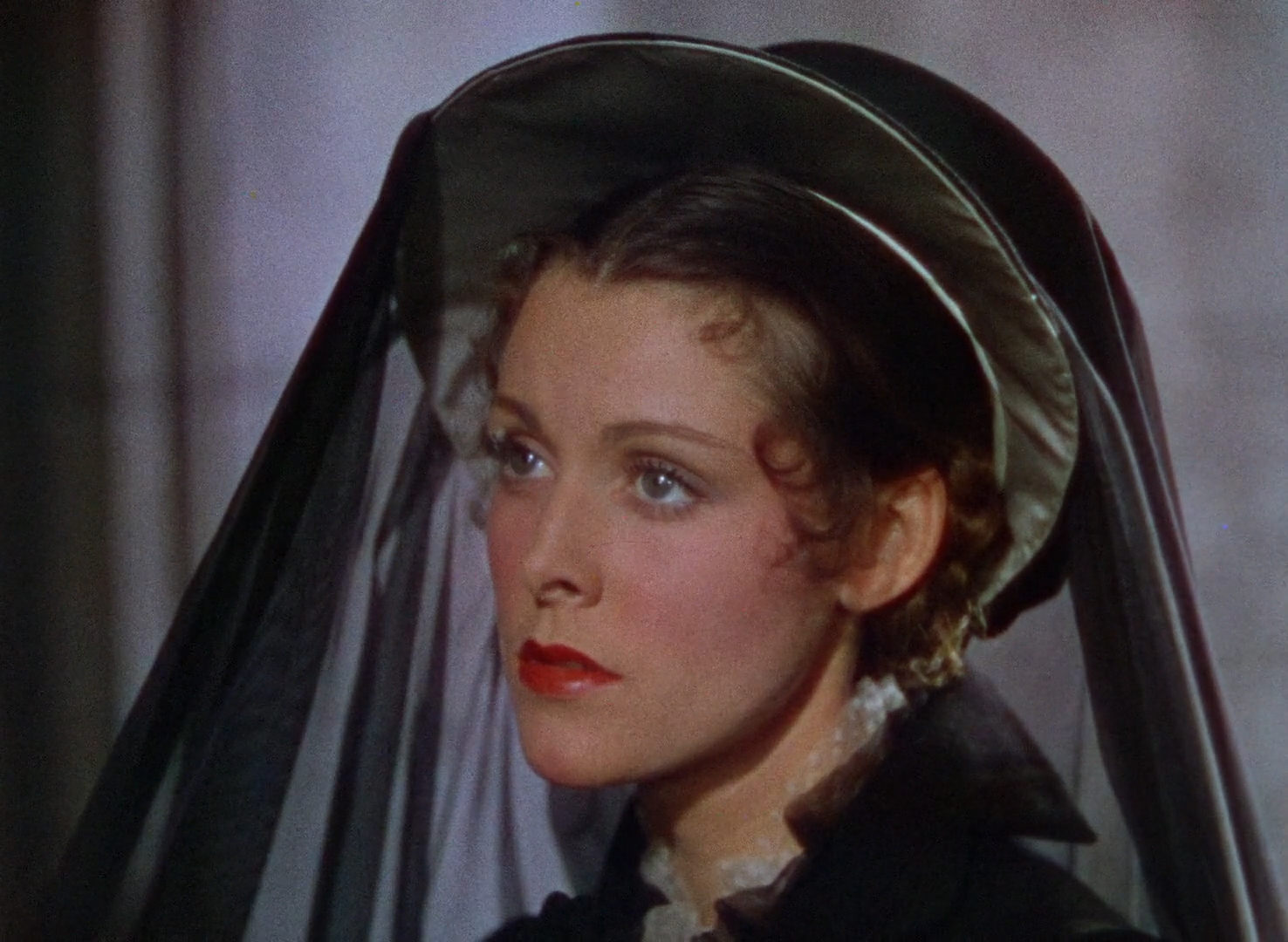
Technikolor w filmie Becky Sharp

Becky Sharp – film amerykański z 1935 roku. W rolę samej Becky Sharp wcieliła się Miriam Hopkins. Scenariusz powstał na podstawie powieści Vanity Fair (pol. Targowisko próżności) Williama Makepeace’a Thackeraya. Był to pierwszy w historii światowego kina pełnometrażowy film w trójkolorowym Technikolorze. Po premierze jeden z krytyków stwierdził, że aktorzy wyglądają niczym „ugotowany łosoś w majonezie”.

## Obsada
- Miriam Hopkins – Becky Sharp
- Frances Dee – Amelia Sedley
- Cedric Hardwicke – Markiz Steyne
- Billie Burke – Lady Bareacres
- Alison Skipworth – Pani Crawley
- Nigel Bruce – Joseph Sedley
- Alan Mowbray – Rawdon Crawley
- G.P. Huntley – George Osborne
- William Stack – Pitt Crawley
- George Hassell – Sir Pitt Crawley
- William Faversham – Hrabia Wellington
- Charles Richman – generał Tufto
- Doris Lloyd – Hrabina Richmond
- Colin Tapley – kapitan William Dobbin
- Leonard Mudie – Tarquin